# Mydidae
Famille
Mydidae  est une famille de diptères.

## Liste des genres
Selon Catalogue of Life (28 févr. 2013) :
- genre Afroleptomydas
- genre Afromydas
- genre Agaperemius
- genre Anomalomydas
- genre Apiophora
- genre Arenomydas
- genre Baliomydas
- genre Cephalocera
- genre Cephalocerodes
- genre Ceriomydas
- genre Charimydas
- genre Diochlistus
- genre Dolichogaster
- genre Ectyphus
- genre Eremohaplomydas
- genre Eremomidas
- genre Eumydas
- genre Gauromydas
- genre Halterorchis
- genre Haplomydas
- genre Hessemydas
- genre Heteroleptomydas
- genre Heteromydas
- genre Hispanomydas
- genre Lachnocorynus
- genre Leptomydas
- genre Mahafalymydas
- genre Mapinguari
- genre Megascelus
- genre Messiasia
- genre Midacritus
- genre Miltinus
- genre Mimadelphus
- genre Mitrodetus
- genre Mydas
- genre Mydaselpis
- genre Namadytes
- genre Namibimydas
- genre Nemomydas
- genre Neolaparopsis
- genre Neorhaphiomidas
- genre Nomoneura
- genre Nomoneuroides
- genre Nothomydas
- genre Notosyllegomydas
- genre Opomydas
- genre Oreomydas
- genre Paramydas
- genre Parectyphus
- genre Perissocerus
- genre Phyllomydas
- genre Plyomydas
- genre Protomydas
- genre Pseudonomoneura
- genre Rhaphiomidas
- genre Rhopalia
- genre Rhopaliana
- genre Stratiomydas
- genre Syllegomydas
- genre Tongamya
- genre Utinga
- genre Vespiodes

## Liste des sous-familles
Selon ITIS (28 févr. 2013) :
- sous-famille Ectyphinae
- sous-famille Leptomydinae
- sous-famille Mydinae